# هاري دبليو. ألين
هاري دبليو. ألين (بالإنجليزية: Harry W. Allen)‏ هو عالم حشرات أمريكي، ولد في 1892، وتوفي في 1981.